# Heineken's Bierbrouwerij Maatschappij

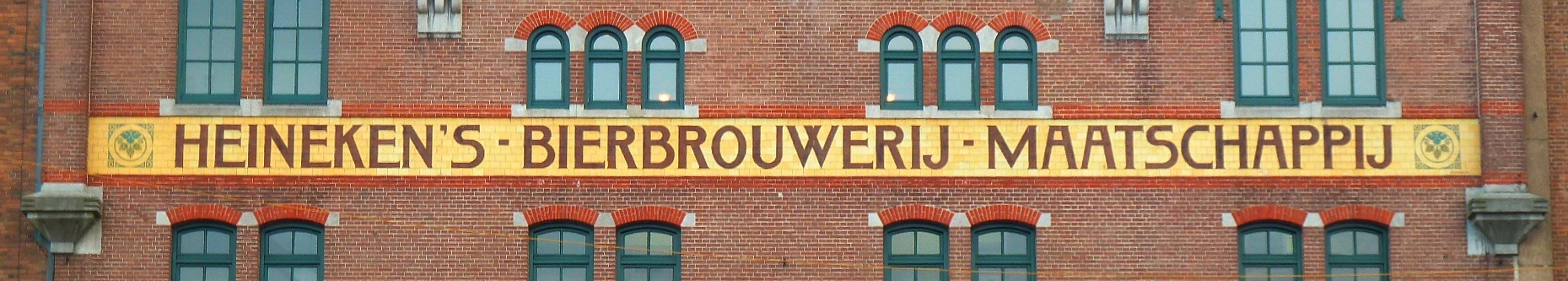
Tegeltableau met de naam van de vennootschap op de gevel van het voormalige brouwerijcomplex aan de Stadhouderskade te Amsterdam. Het betreft het uit 1911-1913 daterende brouwhuis.

De Heineken's Bierbrouwerij Maatschappij was een Nederlandse naamloze vennootschap die op 4 januari 1873 werd opgericht. Ze werd opgericht door Gerard Heineken en de eigenaar van de Rotterdamse brouwerij d'Oranjeboom Willem Baartz om samen een moderne Beiers-bierbrouwerij in Rotterdam op te zetten. Aandeelhouders van de vennootschap waren Gerard Heineken en zijn brouwmeester Wilhelm Feltmann, Willem Baartz en zijn vriend en compagnon Hubertus Hoijer, en Willem van der Vliet. Daarnaast waren ook Rotterdamse bankiers en industriëlen aandeelhouder. De vennootschap kende een aandelenkapitaal van f 1.200.000. (240 aandelen van f 5000).
Toen de Rotterdamse brouwerij d'Oranjeboom plannen kreeg om ondergistend te gaan brouwen werd Willem Baartz benaderd door Gerard Heineken voor een samenwerking. Heineken wilde met de samenwerking met Baartz het hoofd bieden tegen de opmars van de Beiersch-Bierbrouwerij De Amstel waardoor ook Heineken & Co het moeilijk had gekregen. In de nieuwe vennootschap zou Heineken-Amsterdam worden ondergebracht en een nieuwe brouwerij in Rotterdam worden geopend. Afgesproken werd dat d'Oranjeboom bovengistend zou blijven brouwen. Toen d'Oranjeboom in 1883 een koelsysteem (Linde-machine) wilde kopen, werd dit gezien als een breuk met deze afspraak. Twee jaar later schafte d'Oranjeboom het systeem alsnog aan.
In 1920 richtte de organisatie een sportclub op voor het kantoorpersoneel voor de beoefening van de voetbal- en schermsport.